# Trądzik młodzieńczy
Trądzik młodzieńczy, trądzik pospolity (łac. acne vulgaris) – choroba skóry występująca w wieku pokwitania, gdy pod wpływem zmian hormonalnych (nadmiernej stymulacji androgenowej) dochodzi do nadmiernego pobudzenia czynności gruczołów łojowych (łojotoku). 
Objawami trądziku są zaskórniki, grudki i krostki, popularnie nazywane wągrami lub pryszczami. Ich powstawanie wiąże się z nadmiernym wytwarzaniem łoju i wzmożonym rogowaceniem komórek przewodu wyprowadzającego gruczołów łojowych skóry. Nakładające się na siebie warstwy zrogowaciałego naskórka wypełniają przewód wyprowadzający i zamykają jego ujście. Zablokowane ujście przewodu gruczołu łojowego czopem łoju i zrogowaciałych komórek to tak zwany zaskórnik, który jest niezapalną postacią trądziku. W takim nagromadzeniu naskórka zrogowaciałego i łoju niektóre bakterie (szczególnie z gatunku Cutibacterium acnes), zawsze obecne na powierzchni skóry, rozwijają się szczególnie dobrze i wywołują proces zapalny, który może powodować pęknięcie ściany przewodu wyprowadzającego i rozwój zapalenia  w okolicy gruczołu łojowego. Grudki stają się wtedy duże, czerwone i bolesne.

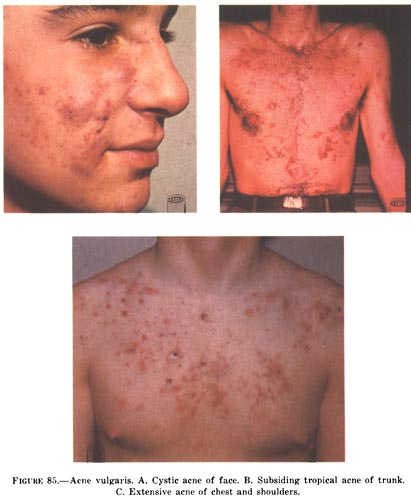
Trądzik młodzieńczy

Około 80% przyczyn trądziku to czynniki genetyczne.

## Leczenie
- preparaty powodujące złuszczanie naskórka, w tym zawierające:
  - kwas salicylowy
  - kwas azelainowy
  - kwasy AHA (na przykład kwas mlekowy, kwas glikolowy)
- miejscowo działające preparaty przeciwbakteryjne, w tym zawierające:
  - nadtlenek benzoilu
  - hydroksychinolinę
- miejscowo działające preparaty przeciwzapalne, w tym zawierające:
  - nikotynamid[2]
- miejscowo działające antybiotyki:
  - chloramfenikol
  - erytromycyna
  - klindamycyna
  - sulfacetamid
- podawane doustnie antybiotyki:
  - tetracykliny (w szczególności minocyklina i doksycyklina)
- leki hormonalne:
  - cyproteron
  - drospirenon
- podawane doustnie leki przeciwzapalne:
  - ibuprofen[3]
- retinoidy działające miejscowo:
  - adapalen
  - izotretynoina
  - tretynoina
  - retinol
- retinoidy podawane doustnie:
  - izotretynoina
- fototerapia.